# Lydia Rood
Lydia Rood (Velp, 23 mei 1957) is een Nederlandse schrijfster van boeken voor kinderen, jongeren en volwassenen.

## Levensloop
Na de Montessori-basisschool en het gymnasium studeerde Rood aan de School voor Journalistiek in Utrecht. Na haar afstuderen in 1984 werkte ze van 1985 tot en met 1991 als eindredacteur 'binnenland' bij de Volkskrant. Ze studeerde Spaanse taal en letterkunde aan de Universiteit van Amsterdam en behaalde in 1988 haar doctoraaldiploma. In 1991 stopte zij met haar baan bij de Volkskrant om zich definitief aan het schrijverschap te wijden. Ze bleef wel freelance journalist voor diverse kranten en tijdschriften. 
Roods eerste jeugdroman, Een geheim pad naar gisteren, verscheen in 1982. Dit verhaal schreef ze voor eigen plezier, op aanraden van haar broer Niels stapte ze ermee naar een uitgever. Rood heeft werk in allerlei genres op haar naam staan, zoals romans, erotische verhalen, thrillers, toneelstukken en een kookboek.
In 1990 won ze de Vlag en Wimpel voor haar boek Maanzaad en in 1994 een Zilveren Griffel voor de jeugdroman Een mond vol dons. Anansi's web verscheen in 2006 opnieuw als Dans om het zwarte goud en werd bekroond met de Jenny Smelik-IBBY-prijs en, net als Sprong in de leegte in 2006, eervol vermeld door de Zoen-jury. 
Enkele van haar thrillers voor volwassenen, onder meer Koningswater dat zij met haar broer Niels schreef onder de naam Rood & Rood, werden genomineerd voor de Gouden Strop.
In 2007 schreef ze het kinderboekenweekgeschenk Kaloeha Dzong, geïllustreerd door Kees de Boer. De jeugdboeken van Lydia Rood verschijnen grotendeels bij uitgeverij Leopold, haar boeken voor volwassenen bij uitgeverij Prometheus.
In 2017 verscheen de schrijfster in een aflevering van Andere Tijden om te vertellen over haar autistische broer Job, over wie ze eerder een boek schreef, het boek Job, gepubliceerd in 1994. Rood heeft zitting in het comité van aanbeveling van Stichting Echelon en het Nederlands Sociaal Forum.

## Politiek
Rood stond op de kandidatenlijst van GroenLinks voor de Europese Parlementsverkiezingen 1999 in Nederland. Ook voor de gemeenteraadsverkiezingen heeft ze voor die partij op de lijst gestaan, zoals in 2014 en 2022.

### 3-8 jaar
- Kenau komt je halen - Uitgeverij Rubinstein, 2015
- Het klasje van Circus Kirkus - Zwijsen, 2012
- Het gat in de nacht - Zwijsen, 2008
- Het kompas van het hart - Zwijsen, 2008
- De kaper van de nes - Zwijsen, 2007
- Bikkel en Gluk - Zwijsen, 2007
- Roosmarijn doet het zelf wel/Roosmarijn kan alles/Ik kan, ik kan wat jij niet kan - Leopold, 2007/2003
- Toveren is een eitje - Picto-boek - Zwijsen, 2001
- Mijn zak zit vol met niks - Zwijsen, 2001 (versjes)
- Aardbeienijs en koffieprut - Zwijsen, 1998
- De circusezel - Zwijsen, 1998
- Lescek is geen vissekind - Zwijsen, 1998
- Een weeskind - Zwijsen, 1997
- Oren in de knoop - Leopold, 1995
- Paarden poepen op wc's - Leopold, 1994
- Dennis gaat naar groep drie - Averroès, 1993
- Het rode potje - Averroès, 1993
- Gebakken moeder met spek - Leopold, 1993
- Torren onder de bank - Leopold, 1981
- Zuigen op je neus - Leopold, 1980

### 8-10 jaar
- Didi's schuld - Leopold, 2020
- Sprookjes van Degouve - Hoogland en van Klaveren, 2019
- Griezelen met Lucebert - PixelPerfect Publications, 2017
- Juf Waz Noenka op de vlucht - Leopold, 2016
- Kinderen van het Hoge Huys - Menuet, 2015
- De tanden van dooie Pier - Zwijsen, 2011
- Strijd om Drakeneiland - Leopold, 2007
- Smokkelkind - Leopold, 2007
- Overleven op Drakeneiland - Leopold, 2006
- Een hut die kan drijven - Zwijsen, 2001
- Het boek van Sabë - Zwijsen, 2000
- Het huis van Biels - Leopold, 1999
- De papa-tijd - Zwijsen, 1996

### 10-12 jaar
- Justins Rivaal - Leopold, 2018 (Geschreven naar een idee van Jason Umotuni[6] (10 jaar))
- Opgejaagd (project vergeten oorlog)
- Xinia's wraak - Leopold, 2016
- Ali's oorlog - Leopold, 2014
- De jongen die in de muur verdween - Leopold, 2013
- De groeten van Mike! - Leopold, 2012
- Drakeneiland in nood - Leopold, 2011
- Papegaaien liegen niet - Leopold, 2010
- Dolfijnen voor Drakeneiland - Leopold, 2010
- Indringers op Drakeneiland - Leopold, 2010
- Bedrieger op Drakeneiland - Leopold, 2009
- Voorgoed verdwenen? - Leopold, 2009
- Overleven op Drakeneiland - Leopold, 2007
- Kaloeha Dzong (Kinderboekenweekgeschenk 2007) - CPNB, 2007
- Het geheim van Helene - Uitgeverij John Arnold, 2007
- Griezelen met Lucebert - M&B, 2007
- Drenkeling op Drakeneiland - Leopold, 2006
- 'Zoenen is vies,' zei Darma Appelgat - Leopold, 2005
- Assepoester en zoon - Zwijsen, 2002
- De middag van Mimoen - Zwijsen, 2001
- Lekker wakker - Leopold, 2000
- Pip, de rattenvanger van het Rijksmuseum - Leopold, 1997
- Ridder gezocht - Zwijsen, 1996
- Een dag uit het rampzalige leven van Nippertje Bov - Leopold, 1996
- Lekker slapen, diefjesmaat - Leopold, 1994
- Het ware verhaal van Marietje Appelgat en haar vieze vrienden - Leopold, 1994

### 12-17 jaar
- If - Leopold, 2022
- Blauwtje - Leopold, 2020
- Niemands meisje - Leopold, 2017
- Survival - Leopold, 2015
- De Ridders van Rosande - Leopold, 2013
- Kathelijne van Kenau - Gottmer, 2013
- Dans! Dans! - Leopold, 2012
- Feest! - Leopold, 2011
- Miss Dakloos - Querido's uitgevers, 2010
- Sabahs ware gezicht - Leopold, 2008
- De vijf geheimen van Marike - Leopold, 2007
- Meisje aan de ketting - Leopold, 2007
- De ogen van de condor - Leopold, 2006
- Sprong in de leegte - Leopold, 2005
- Kus - Kidsweekbibliotheek, 2005
- Sammy of Samir - Leopold, 2005
- Jenna zet door - Sanoma Uitgevers, 2004
- Marike en de nachtvogel - Leopold, 2004
- Zoon van de Souk - Lydia Rood en Mohamed Sahli, Leopold, 2004
- Brief uit Hollanda - Lydia Rood en Mohamed Sahli, Leopold, 2003
- Marike in paniek - Leopold, 2003
- Marike vecht - Leopold, 2003
- Op goed geluk - Sanoma uitgevers, 2002
- Marike...hahaha - Leopold, 2002
- Marikes vijfde geheim - Elzenga, 2001
- Anansi's web - Leopold, 2000, ook uitgebracht onder 'Dans om het zwarte goud' - Leopold, 2006
- Zomer zonder Andy - Zwijsen, 1999
- Weg van de zon - Leopold, 1997
- De stem van het water - Leopold, 1997
- Gabber - Leopold, 1992
- Erin de Enige - Leopold, 1990
- Een mond vol dons - Leopold, 1989
- Maanzaad - Leopold, 1989
- De kletskolonel - Leopold, 1987
- Een rotkind - Van Goor, 1984
- De krant van morgen - Van Goor, 1984
- Een geheim pad naar gisteren - Van Goor, 1982

### Bewerkingen
- Lydia Rood bewerkte de film- en televisieverhalen van Karst van der Meulen en Piet Geelhoed
- Rik en roetsj, rik en roetsje op reis naar het geheime eiland - Leopold, 2004
- Kunst en vliegwerk - Leopold, 1989
- Thomas en Senior, Thomas en Senior op het spoor van Brute Berend - Leopold, 1985

### Romans
- De maagd van Rosendael - Ambo Anthos, 2023
- Turkenliefje - Ambo Anthos, 2019
- De dochter van de zeemeermin - Ambo Anthos, 2017
- Nederland leest korte verhalen - CPNB, 2015
- Bloempluis - De Geitenpers, 2014
- Doen alsof - Dwarsligger, 2013
- Hun verloedere me taal - PixelPerfect Publications, 2012, columns voor het programma Klare Taal van de Wereldomroep.
- De kop van de pauw - PixelPerfect Publications, 2011
- Belofte onder het Zuiderkruis - Harlequin, 2006
- Mevrouw was stil vandaag (drie novellen) - Prometheus, 2002
- Nframa, zwarte ster - Prometheus, 1999
- Samen in een familiegraf - Prometheus, 1998
- Beter, dank je - Prometheus, 1996
- Offerande - Prometheus, 1995
- Buslucht - Prometheus, 1992
- Beide benen - 1990

### Non-fictie
- Maureen - 1998
- Het boek Job - 1994

### Thrillers
Door Lydia Rood - serie over Wolf
- Dochters van de verlossing - 2002
- Broeders van de zesde dag - 2000

### Onder de naam Rood & Rood
- Voodoo - 1997
- Buddy - 1995
- Koningswater - 1994
- Drift - 1993
- Gerecht - 1991
- Banden - 1990
- Eenling - 1990

### Korte verhalen
- Bloempluis - 2014. In 2015 door A.L. Snijders opgenomen in de bundel korte verhalen van Nederland Leest
- Lekker slapen, diefjesmaat - 1999
- Samen in een familiegraf - 1998
- Handel in gelijk - 1996

### Theater
- Life is a Cabaret - 2004
- Ajax uit Afrika - 2003
- De feestelijke ondergang van de familie Pesto - 2003
- Doetje - 1993

### Erotiek
- Mannen, ze willen wel - 2011, 30 erotische verhalen eerder geplaatst in Playboy, Penthouse, Viva en Sextant
- Zo veel zinnen - 1997
- Ik wil, jij ook - 1997
- Gedeelde Genoegens - 1996
- Zij haar zin - 1996
- Louter Lust - 1995